# Мегеруш (Муреш)
Мегеруш (рум. Măgheruș) — село у повіті Муреш в Румунії. Входить до складу комуни Надеш.
Село розташоване на відстані 236 км на північний захід від Бухареста, 26 км на південь від Тиргу-Муреша, 97 км на південний схід від Клуж-Напоки, 102 км на північний захід від Брашова.

## Населення
За даними перепису населення 2002 року у селі проживали 148 осіб.
Національний склад населення села:
| Національність | Кількість осіб | Відсоток |
| -------------- | -------------- | -------- |
| румуни         | 126            | 85,1%    |
| угорці         | 19             | 12,8%    |

Рідною мовою назвали:
| Мова      | Кількість осіб | Відсоток |
| --------- | -------------- | -------- |
| румунська | 128            | 86,5%    |
| угорська  | 17             | 11,5%    |